# 열대 우림

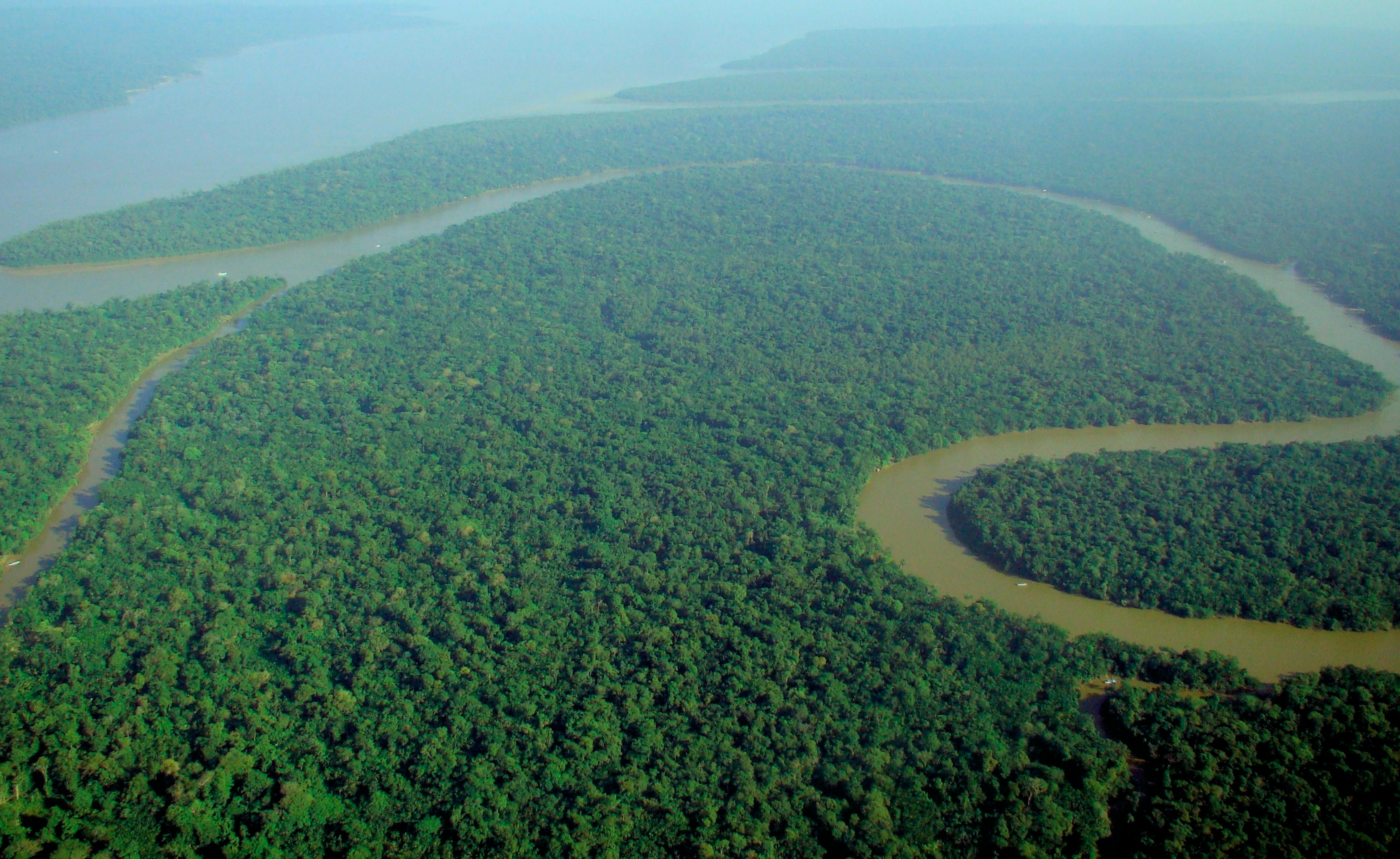
브라질의 아마존 우림 지역. 남아메리카의 열대 우림은 지구상에서 가장 큰 생물 다양성을 가지고 있다.

열대 우림 기후 지역 (Af).

열대림: UN FRA2000 보고서에서 발췌

열대 우림(熱帶雨林, Tropical rainforest)은 일반적으로 적도를 기준으로 남북 10° 사이에 위치하며 비가 많이 내리고 울창하며 따뜻한 우림이다. 저지 적도 상록우림(lowland equatorial evergreen rain forests)이라고도 한다. 열대 우림은 대략 28° 위도(북회귀선과 남회귀선 사이의 열대 기후대) 내에 분포하는 열대림 생물 군계의 하위 집합이다. 진정한 열대 우림은 일반적으로 건기가 없는 열대 우림 기후에서 발생하며, 모든 달에 평균 강수량이 최소 60 mm (2.4 in)이다. 열대 몬순 기후 또는 사바나 기후를 가진 계절성 열대림은 때때로 더 넓은 정의에 포함되기도 한다.
열대 우림 생태계는 월평균 기온이 18 °C (64 °F)를 초과하는 지속적인 고온과 상당한 연간 강수량이 특징이다. 풍부한 강수량은 영양분이 부족하고 침출된 토양을 초래하며, 이는 이러한 조건에 적응한 동식물상에 큰 영향을 미친다. 이 열대 우림은 상당한 생물 다양성으로 유명하다. 이곳은 전 세계 모든 종의 40~75%가 서식하며, 전 세계 동물 및 식물 종의 절반과 모든 꽃 피는 식물 종의 3분의 2가 이곳에 있다. 밀집된 곤충 개체군과 다양한 나무 및 고등 식물은 주목할 만하다. "세계에서 가장 큰 약국"으로 묘사되는 이곳에서 자연 의약품의 4분의 1 이상이 발견되었다. 그러나 열대 우림은 벌채 및 농업 확장과 같은 인간 활동으로 인해 서식지 단편화 및 서식지 파괴로 위협받고 있다.
열대 우림의 구조는 여러 층으로 나뉘며, 각 층은 고유한 생태계를 형성한다. 여기에는 우뚝 솟은 나무들이 있는 돌출층, 밀집된 수관층, 야생 동물이 풍부한 하목층, 그리고 빛 투과율이 낮아 식물이 드문 임상층이 포함된다. 토양은 특징적으로 영양분이 부족하고 산성이다. 열대 우림은 자연 현상과 인간 활동의 영향을 받아 오랜 천이 역사를 가지고 있다. 이들은 탄소격리 및 기후 조절을 포함한 지구 생태 기능에 매우 중요하다. 전 세계의 많은 원주민들은 수천 년 동안 열대 우림에 거주하며 생존과 피난처를 위해 의존해 왔지만, 현대 경제 활동으로 인해 어려움을 겪고 있다.
자연보전 노력은 보존과 지속 가능한 관리에 중점을 둔 다양한 형태를 띤다. REDD 및 REDD+ 프로그램과 같은 국제 정책은 탈산림화 및 산림 황폐화를 억제하는 것을 목표로 한다. 이러한 노력에도 불구하고 열대 우림은 지속적으로 탈산림화 및 기후변화로 인한 상당한 위협에 직면하고 있으며, 이는 보존과 인간 개발 요구의 균형을 맞추는 지속적인 과제를 강조한다.

## 개요

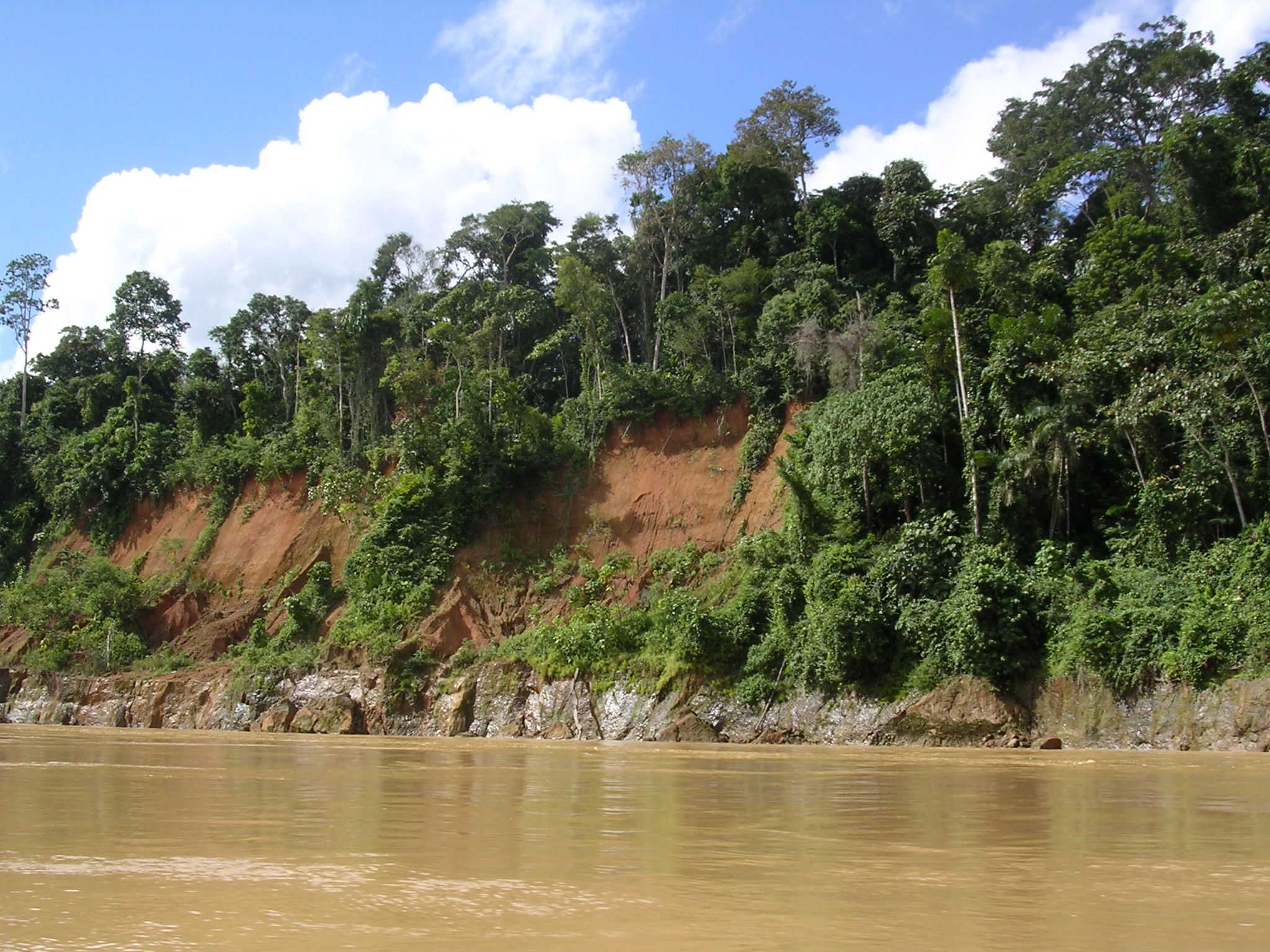
페루의 아마존강 우림

열대 우림은 덥고 습하다. 연중 모든 달의 월평균 기온은 18 °C (64 °F)를 초과한다. 연평균 강수량은 최소 1,680 mm (66 in)이며, 일반적으로 1,750 mm (69 in)에서 3,000 mm (120 in) 사이이지만 10 m (390 in)를 초과할 수도 있다. 이러한 높은 수준의 강수량은 종종 지표면의 용해성 영양분 침출로 인해 흙이 불량해지는 결과를 초래한다.
열대 우림은 높은 수준의 생물 다양성을 나타낸다. 모든 생물 종의 약 40%에서 75%가 열대 우림에 자생한다. 열대 우림은 지구상의 모든 살아있는 동물 및 식물 종의 절반이 서식하는 곳이다. 모든 꽃 피는 식물의 3분의 2가 열대 우림에서 발견된다. 1헥타르의 열대 우림에는 42,000종의 곤충, 313종의 최대 807그루의 나무, 1,500종의 고등 식물이 서식할 수 있다. 열대 우림은 "세계 최대의 약국"이라고 불려왔는데, 이는 천연 의학의 4분의 1 이상이 그 안에서 발견되었기 때문이다. 열대 우림에는 아직 발견되지 않은 수백만 종의 식물, 곤충 및 미생물이 있을 가능성이 높다.
열대 우림은 인간 활동으로 인한 대규모 단편화로 인해 전 세계적으로 가장 위협받는 생태계 중 하나이다. 화산 활동 및 기후변화와 같은 지질학적 과정으로 인한 서식지 단편화는 과거에도 발생했으며, 종 분화의 중요한 원동력으로 확인되었다. 그러나 인간에 의해 빠르게 진행되는 서식지 파괴는 종 멸종의 주요 원인 중 하나로 의심된다. 열대 우림은 20세기 내내 대규모 벌채와 농업용 개간에 시달렸으며, 전 세계 열대 우림 면적은 급격히 줄어들고 있다.

### 역사

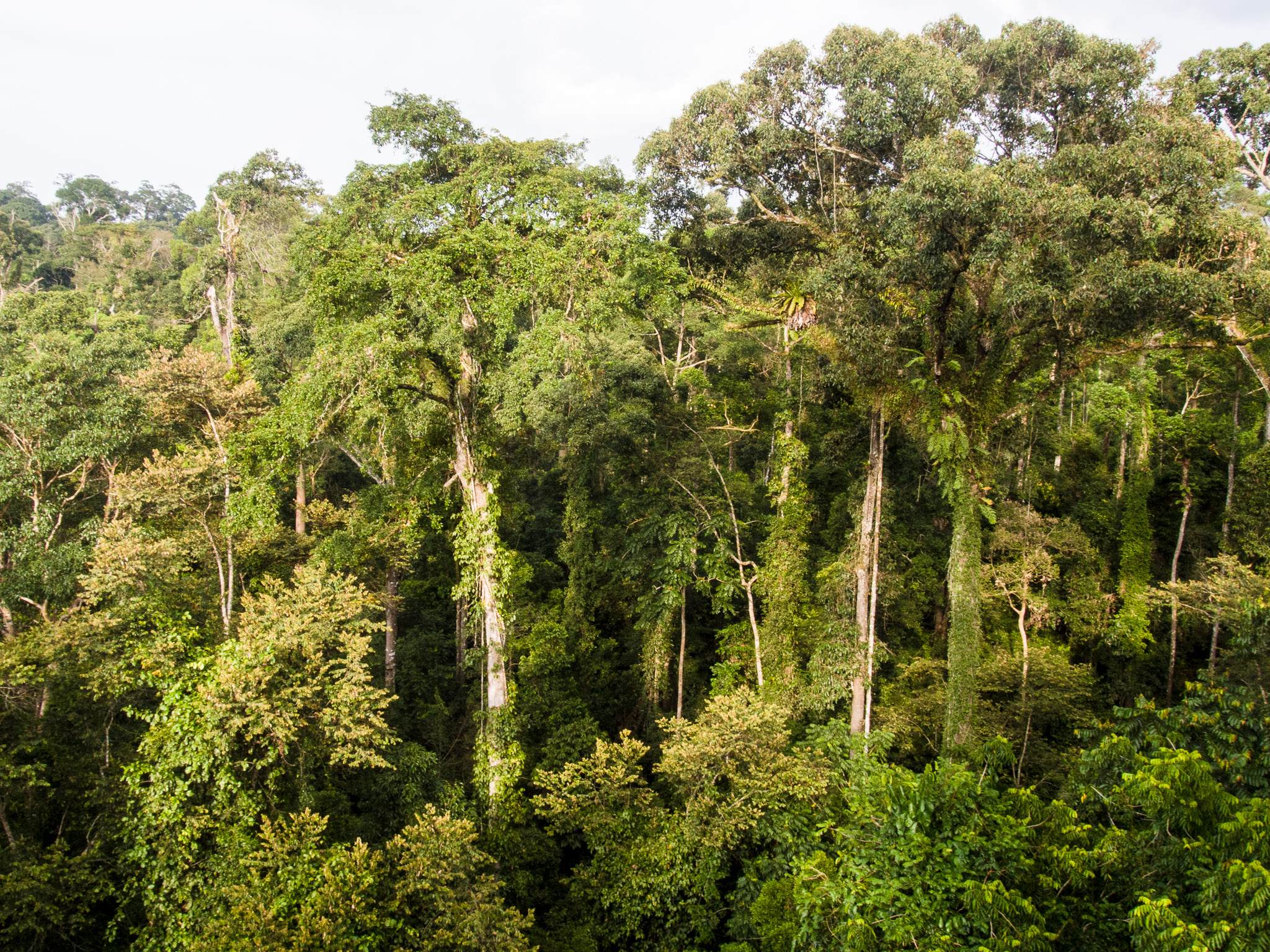
딥테로카르푸스 나무군은 수백만 년 동안 보르네오 저지대 우림에서 지배적이었다.

열대 우림은 수억 년 동안 지구상에 존재해 왔다. 오늘날 대부분의 열대 우림은 중생대 초대륙인 곤드와나의 파편 위에 있다. 곤드와나의 분열로 열대 우림은 전 세계 다섯 주요 지역(열대 아메리카, 아프리카, 동남아시아, 마다가스카르, 뉴기니)에 위치하게 되었으며, 호주에도 더 작은 외곽 지역이 존재한다. 그러나 불완전한 화석 기록으로 인해 열대 우림의 기원에 대한 구체적인 내용은 여전히 불확실하다.

### 다른 유형의 열대림
여러 생물 군계가 열대 우림과 유사하거나 생태이행대를 통해 병합될 수 있다.
습한 계절성 열대림

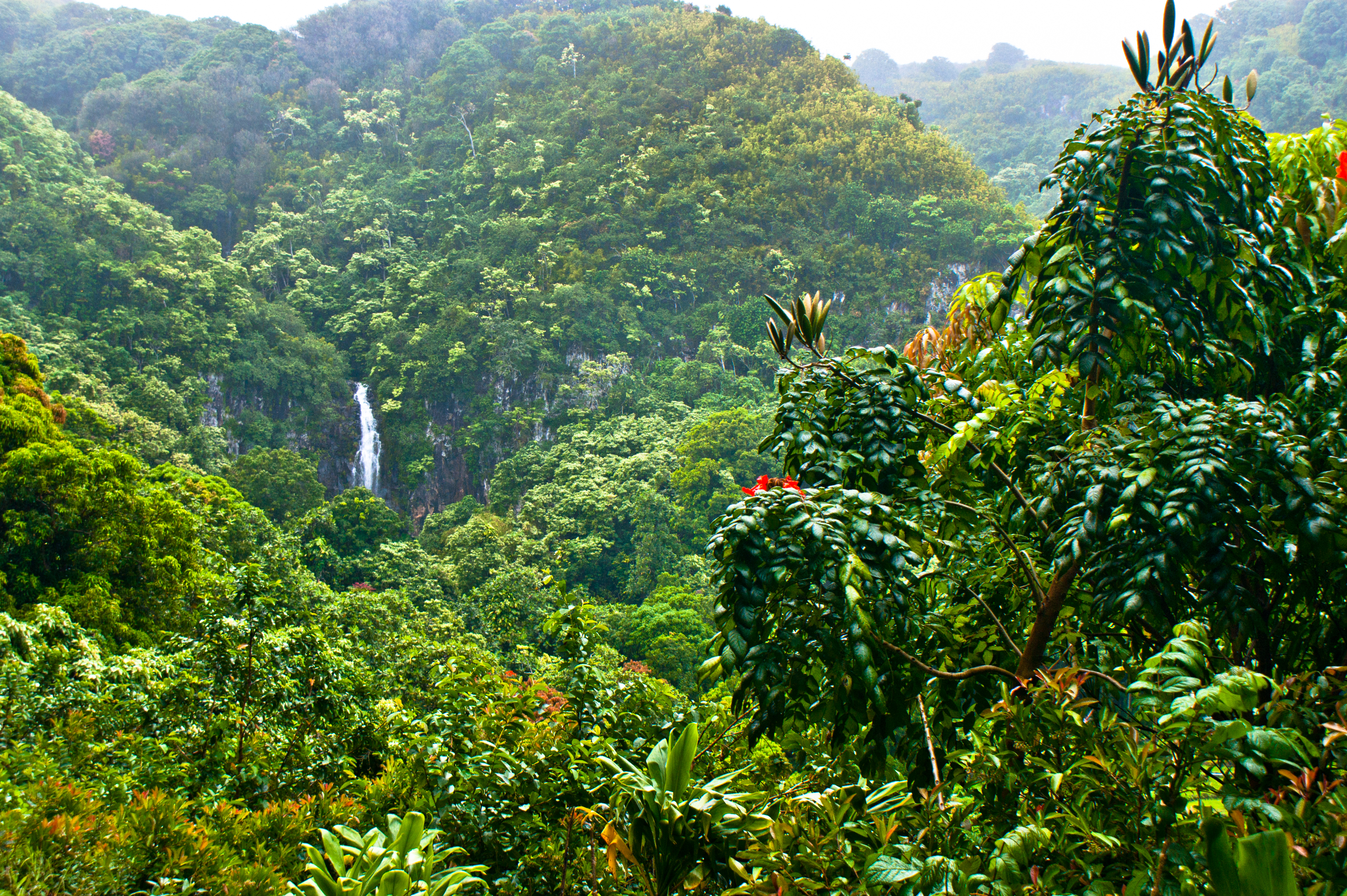
하와이 열대 우림의 모습. 하나 고속도로에서 본 풍경

습한 계절성 열대림은 따뜻한 여름 우기와 시원한 겨울 건기가 있는 전반적으로 높은 강수량을 받는다. 이러한 숲은 일반적으로 열대 몬순 기후 또는 사바나 기후에 속한다. 이 숲의 일부 나무는 겨울 건기에 잎을 일부 또는 전부 떨어뜨리므로 때때로 "열대 혼합림"이라고 불리기도 한다. 이들은 남아메리카 일부 지역, 중앙아메리카 및 카리브 제도 주변, 해안 서아프리카, 인도 아대륙 일부, 그리고 인도차이나 대부분 지역에서 발견된다.
산지 열대 우림
이들은 더 서늘한 기후의 산악 지역에서 발견되며, 높은 고도에서는 운무림으로 알려져 있다. 위도에 따라 큰 산의 산지 열대 우림 하한선은 일반적으로 1500~2500 m 사이이며, 상한선은 보통 2400~3300 m이다.
침수 열대 우림
열대 민물 습지 숲 또는 "침수림"은 아마존 분지 (바르제아) 및 다른 곳에서 발견된다.

## 숲의 구조
열대 우림은 토양 상단에서 수관까지 식생이 수직 패턴으로 배열된 다양한 층(strata)으로 나뉜다. 각 층은 해당 층의 삶에 적응한 다른 식물과 동물을 포함하는 독특한 생물 군집이다. 돌출층만이 열대 우림에 고유하며, 다른 층은 온대 우림에서도 발견된다.

### 임상층

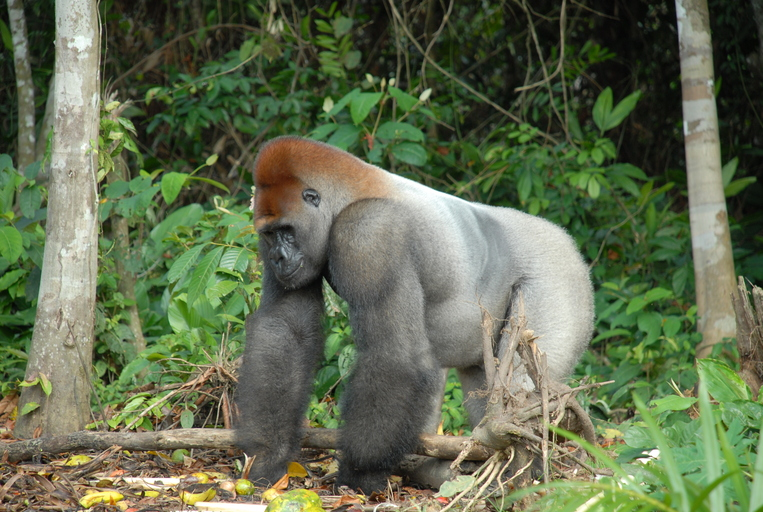
서부저지고릴라

가장 아래층인 임상층은 햇빛의 2%만을 받는다. 이 지역에서는 저조도에 적응한 식물만이 자랄 수 있다. 강둑, 늪, 개간지에서 멀리 떨어진 곳에서는 빽빽한 하층 식물이 발견되는 반면, 임상층은 햇빛 투과율이 낮아 식생이 비교적 드물다. 이러한 개방적인 특성으로 인해 오카피 (Okapia johnstoni), 맥 (Tapirus sp.), 수마트라코뿔소 (Dicerorhinus sumatrensis)와 같은 유제류, 그리고 서부저지고릴라 (Gorilla gorilla)와 같은 유인원, 그리고 많은 종의 파충류, 양서류 및 곤충과 같은 큰 동물들의 이동이 용이하다. 임상층에는 또한 분해되는 식물 및 동물 물질이 포함되어 있는데, 따뜻하고 습한 조건이 빠른 부패를 촉진하기 때문에 빠르게 사라진다. 이곳에서 자라는 많은 형태의 균류는 동물 및 식물 폐기물의 부패를 돕는다.

### 하목층
하목층은 수관과 임상층 사이에 위치한다. 하목층에는 다양한 새, 작은 포유류, 곤충, 파충류 및 포식자들이 서식한다. 예로는 표범 (Panthera pardus), 독화살개구리 (Dendrobates sp.), 남아메리카코아티 (Nasua nasua), 왕뱀 (Boa constrictor), 그리고 많은 딱정벌레 종이 있다. 이 층의 식생은 일반적으로 그늘에 잘 견디는 관목, 초본, 작은 나무, 그리고 햇빛을 받기 위해 나무 위로 기어오르는 큰 목본 덩굴로 구성된다. 수관을 뚫고 하목층에 도달하는 햇빛은 약 5%에 불과하여, 진정한 하목층 식물은 거의 3m(10 피트) 이상 자라지 않는다. 이러한 낮은 빛 수준에 대한 적응으로, 하목층 식물은 종종 훨씬 더 큰 잎을 진화시켰다. 수관층으로 자랄 많은 묘목은 하목층에 있다.

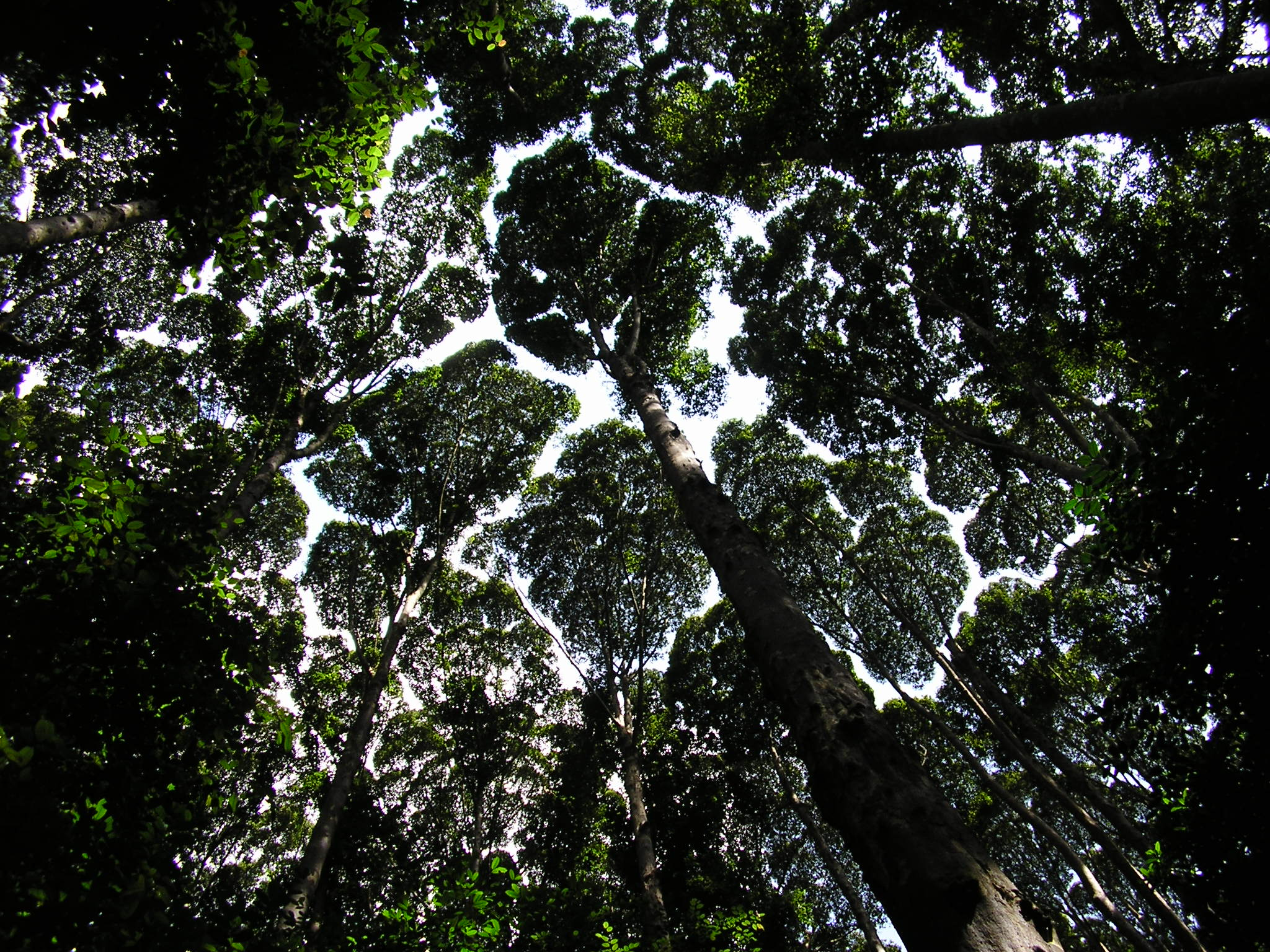
말레이시아 삼림 연구소의 수관

### 수관층
수관은 숲의 주요 층으로, 나머지 두 층 위에 지붕을 형성한다. 주로 키가 30~45m에 달하는 가장 큰 나무들이 밀집해 있으며, 키가 크고 넓은 잎을 가진 상록수가 지배적인 식물이다. 가장 밀집된 생물 다양성 지역은 숲의 수관층에서 발견되는데, 이곳은 종종 착생식물의 풍부한 식물상을 지탱하며, 여기에는 난초, 브로멜리아드, 이끼, 지의류 등이 포함된다. 이러한 착생 식물은 줄기와 가지에 부착하여 비와 지지 식물에 모이는 잔해로부터 물과 미네랄을 얻는다. 동물상은 돌출층에서 발견되는 것과 유사하지만 더욱 다양하다. 열대 수관층의 총 절지동물 종 풍부도는 2천만 종에 달할 수 있다고 제안된다. 이 층에 서식하는 다른 종으로는 관뿔매 (Stephanoaetus coronatus), 서부콜로부스 (Colobus polykomos), 말레이날여우박쥐 (Pteropus vampyrus)와 같은 많은 조류 종과 무지개왕부리새 (Ramphastos sulfuratus), 스칼렛 마코 앵무새 (Ara macao)와 같은 새들, 그리고 거미원숭이 (Ateles sp.), 아프리카 자이언트 제비꼬리 (Papilio antimachus), 세발가락나무늘매 (Bradypus tridactylus), 킨카주 (Potos flavus), 작은개미핥기 (Tamandua tetradactyla)와 같은 다른 동물들이 있다.
그러나 층화가 항상 명확한 것은 아니다. 열대 우림은 역동적이며 많은 변화가 숲의 구조에 영향을 미친다. 예를 들어, 돌출 나무나 수관 나무가 쓰러지면 틈이 생긴다. 숲 수관의 개방은 열대 우림 나무의 정착과 성장에 중요한 것으로 널리 인식되고 있다. 예를 들어, 코스타리카의 라 셀바 생물학 연구소의 나무 종 중 약 75%가 씨앗 발아 또는 묘목 크기 이상의 성장을 위해 수관 개방에 의존하는 것으로 추정된다.

## 생태

### 기후

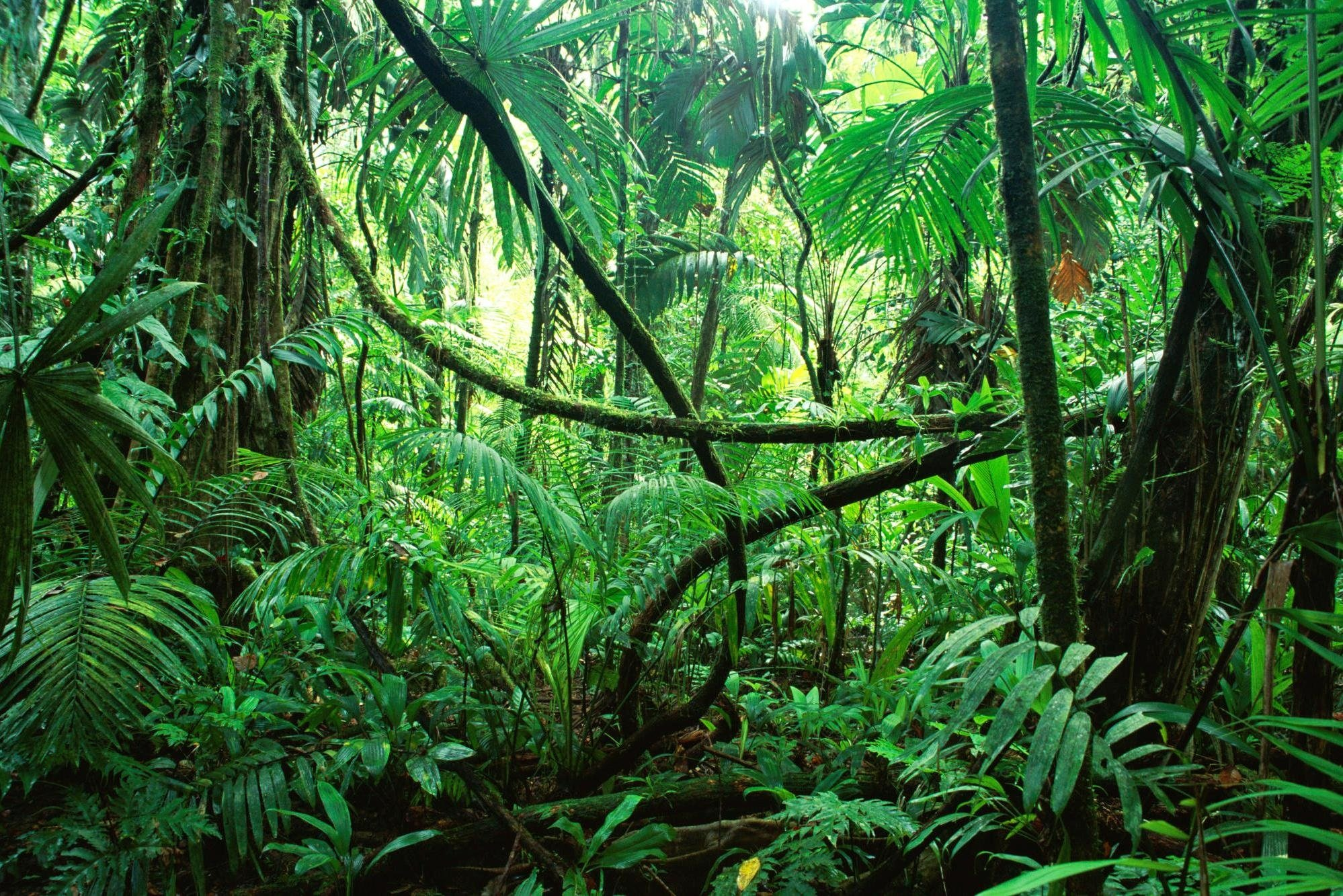
멕시코 치아파스주의 열대 우림

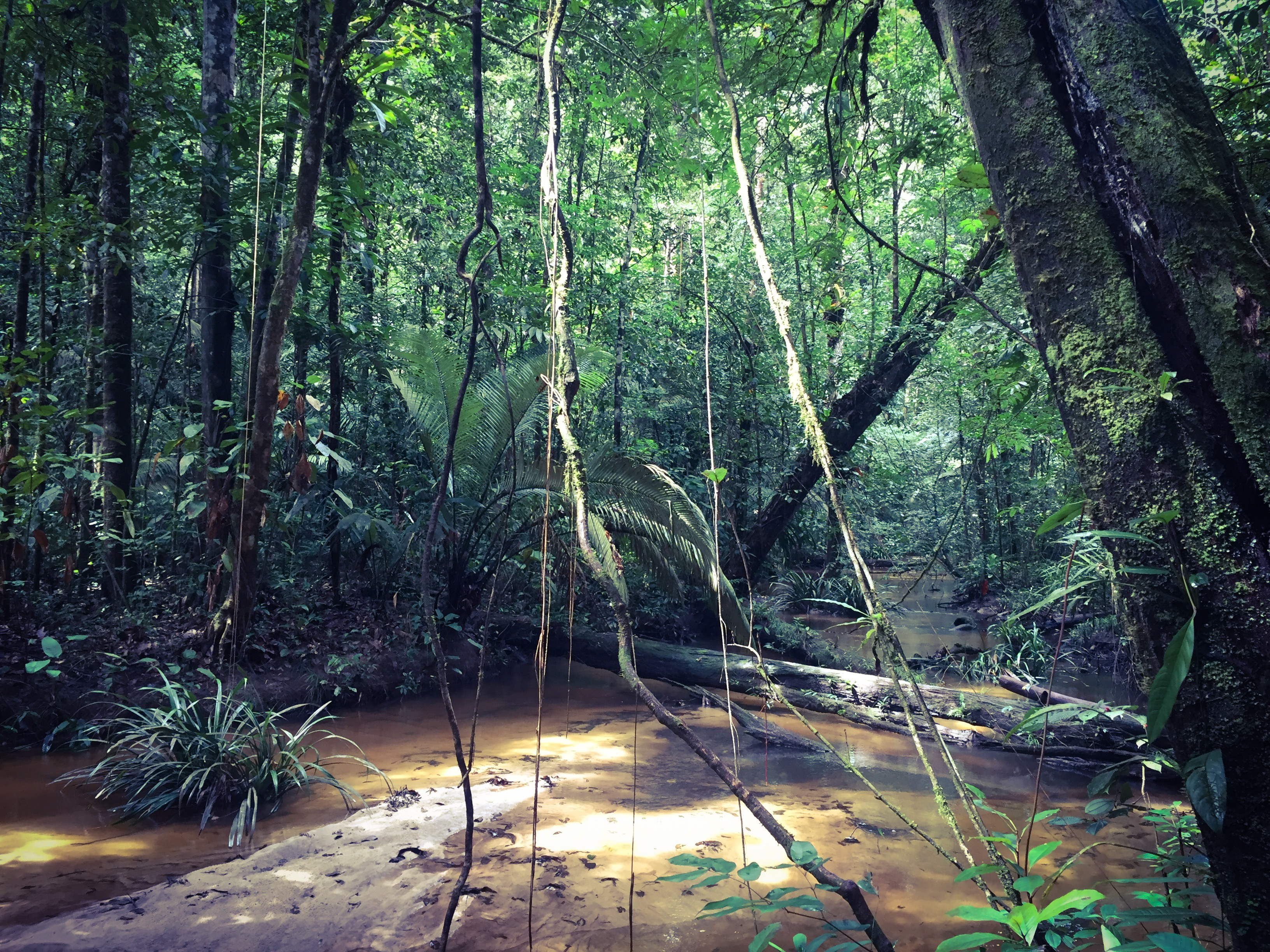
프랑스령 기아나의 기아나 아마존 공원

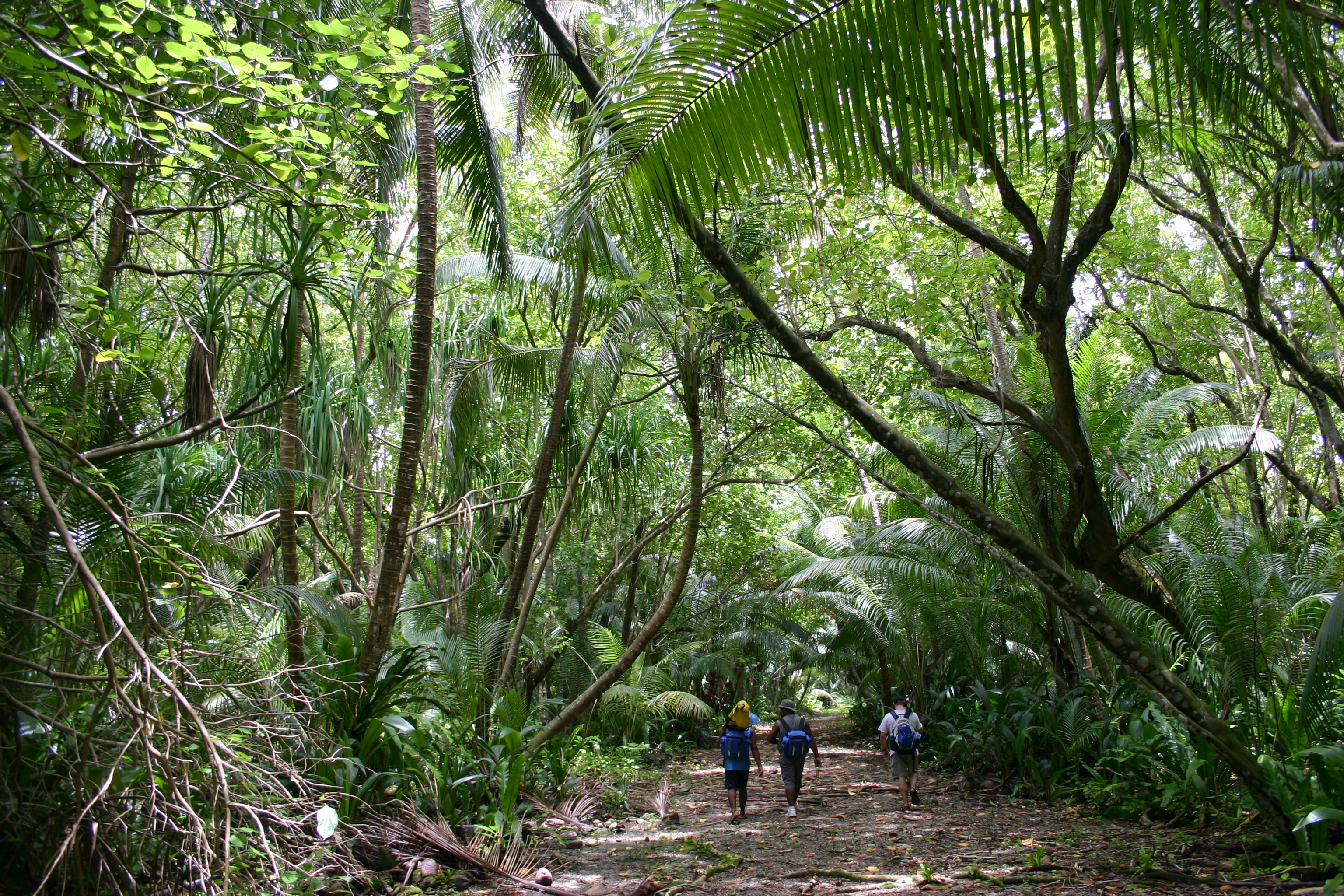
아메리칸사모아 스웨인스 섬의 길

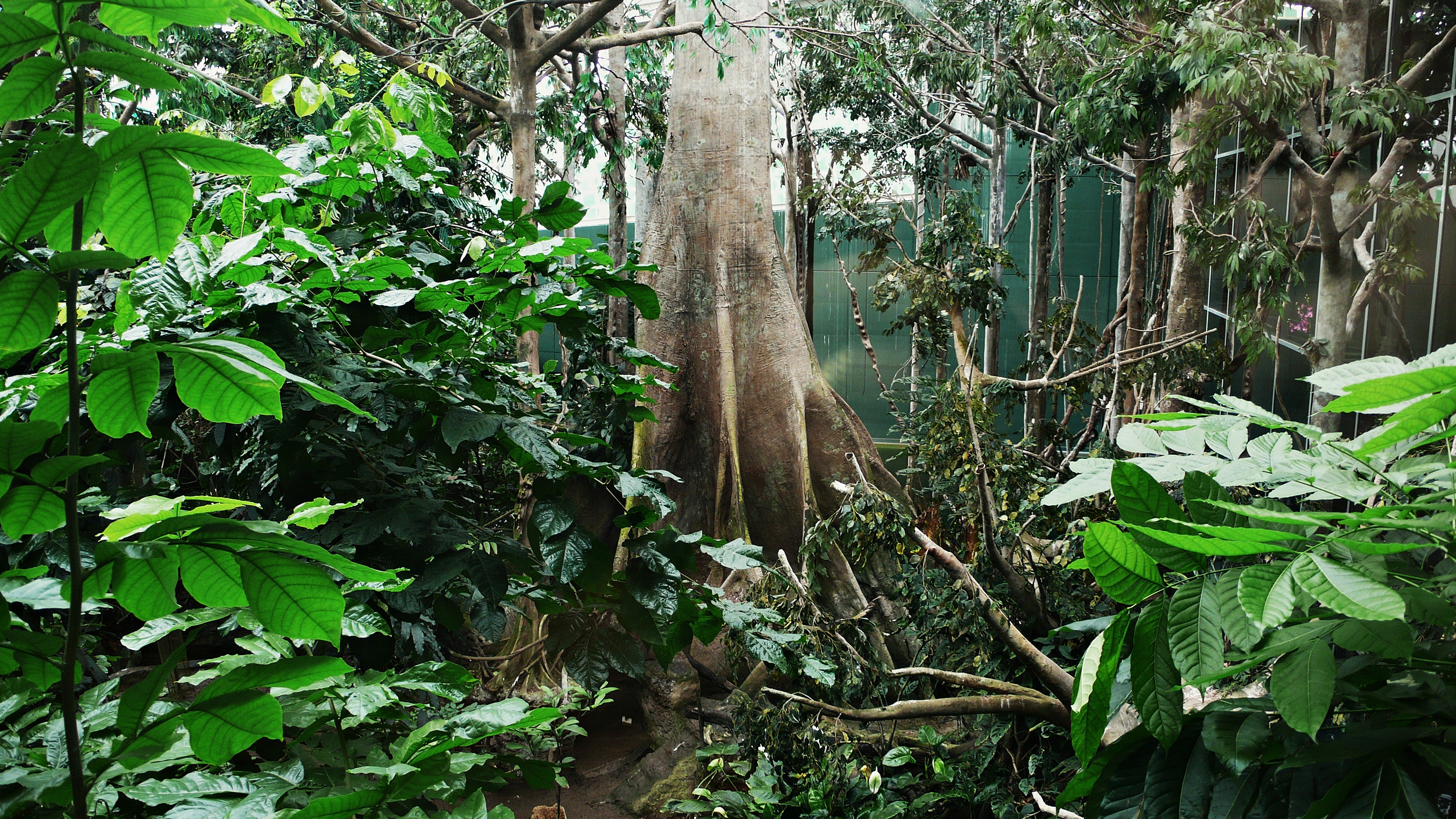
바르셀로나의 인공 열대 우림

열대 우림은 적도 근처에 위치하며, 따라서 세 가지 주요 기후 변수인 기온, 강수량, 건기 강도에 의해 특징지어지는 적도 기후를 가진다. 열대 우림에 영향을 미치는 다른 변수는 이산화 탄소 농도, 태양 복사, 질소 가용성이다. 일반적으로 기후 패턴은 따뜻한 기온과 높은 연간 강수량으로 구성된다. 그러나 강수량은 연중 변화하여 뚜렷한 습기와 건기를 만들어낸다. 열대림은 매년 받는 강수량에 따라 분류되며, 이는 생태학자들이 구조적으로 매우 유사해 보이는 이 숲들의 차이를 정의할 수 있게 해주었다. 홀드리지 생활대의 열대 생태계 분류에 따르면, 진정한 열대 우림은 연간 강수량이 2m를 초과하고 연간 기온이 24도 이상이며, 잠재 증발산량 비율(PET) 값이 0.25 미만이다. 그러나 대부분의 저지대 열대림은 열대 습윤 또는 습한 숲으로 분류될 수 있으며, 이는 강수량에 따라 다르다. 열대림 생태학 – 역학, 구성 및 기능 –은 기후 변화, 특히 강수량 변화에 민감하다.

### 토양

#### 토양 유형
열대 지역의 토양 유형은 매우 다양하며, 기후, 식생, 지형 위치, 모재 및 토양 연령과 같은 여러 변수의 조합의 결과이다. 대부분의 열대 토양은 상당한 침출과 영양분 부족이 특징이지만, 비옥한 토양을 포함하는 일부 지역도 있다. 열대 우림 전반의 토양은 울티졸과 옥시졸이라는 두 가지 분류로 나뉜다. 울티졸은 잘 풍화된 산성 적색 점토 토양으로, 칼슘 및 칼륨과 같은 주요 영양소가 부족한 것으로 알려져 있다. 마찬가지로 옥시졸은 산성, 오래되고 일반적으로 붉은색이며, 고도로 풍화되고 침출되었지만, 울티졸에 비해 배수가 잘 된다. 울티졸의 점토 함량은 높아 물이 침투하여 흐르기 어렵다. 두 토양의 붉은색은 심한 열과 습기가 철과 알루미늄의 산화물을 형성하여 물에 녹지 않고 식물에 쉽게 흡수되지 않는 결과이다.
토양의 화학적 및 물리적 특성은 지상 생산성 및 숲의 구조와 역학에 강하게 관련된다. 토양의 물리적 특성은 나무 회전율을 제어하는 반면, 이용 가능한 질소 및 인과 같은 화학적 특성은 숲의 성장 속도를 제어한다. 동부 및 중앙 아마존과 동남아시아 열대 우림의 토양은 오래되었고 광물 함량이 적은 반면, 서부 아마존(에콰도르 및 페루) 및 코스타리카의 화산 지역의 토양은 젊고 광물 함량이 풍부하다. 일차 생산성 또는 목재 생산량은 서부 아마존에서 가장 높고, 심하게 풍화된 옥시졸로 분류되는 동부 아마존에서 가장 낮다. 또한, 아마존 토양은 심하게 풍화되어 암석에서 유래하는 인, 칼륨, 칼슘, 마그네슘과 같은 광물이 부족하다. 그러나 모든 열대 우림이 영양분이 부족한 토양에만 있는 것이 아니라, 안데스 산기슭의 영양분이 풍부한 범람원 및 화산 토양, 그리고 동남아시아, 아프리카, 중앙아메리카의 화산 지역에 위치한다.
불모의, 깊이 풍화되고 심하게 침출된 옥시졸은 고대 곤드와나 순상지 위에 형성되었다. 빠른 박테리아 분해는 부식토의 축적을 방지한다. 라테라이트화 과정에 의한 철 및 알루미늄 산화물의 농축은 옥시졸에 밝은 붉은색을 부여하며 때로는 채굴 가능한 광상(예: 보크사이트)을 생성한다. 더 젊은 기질, 특히 화산성 기원의 경우 열대 토양은 상당히 비옥할 수 있다.

#### 영양분 재활용

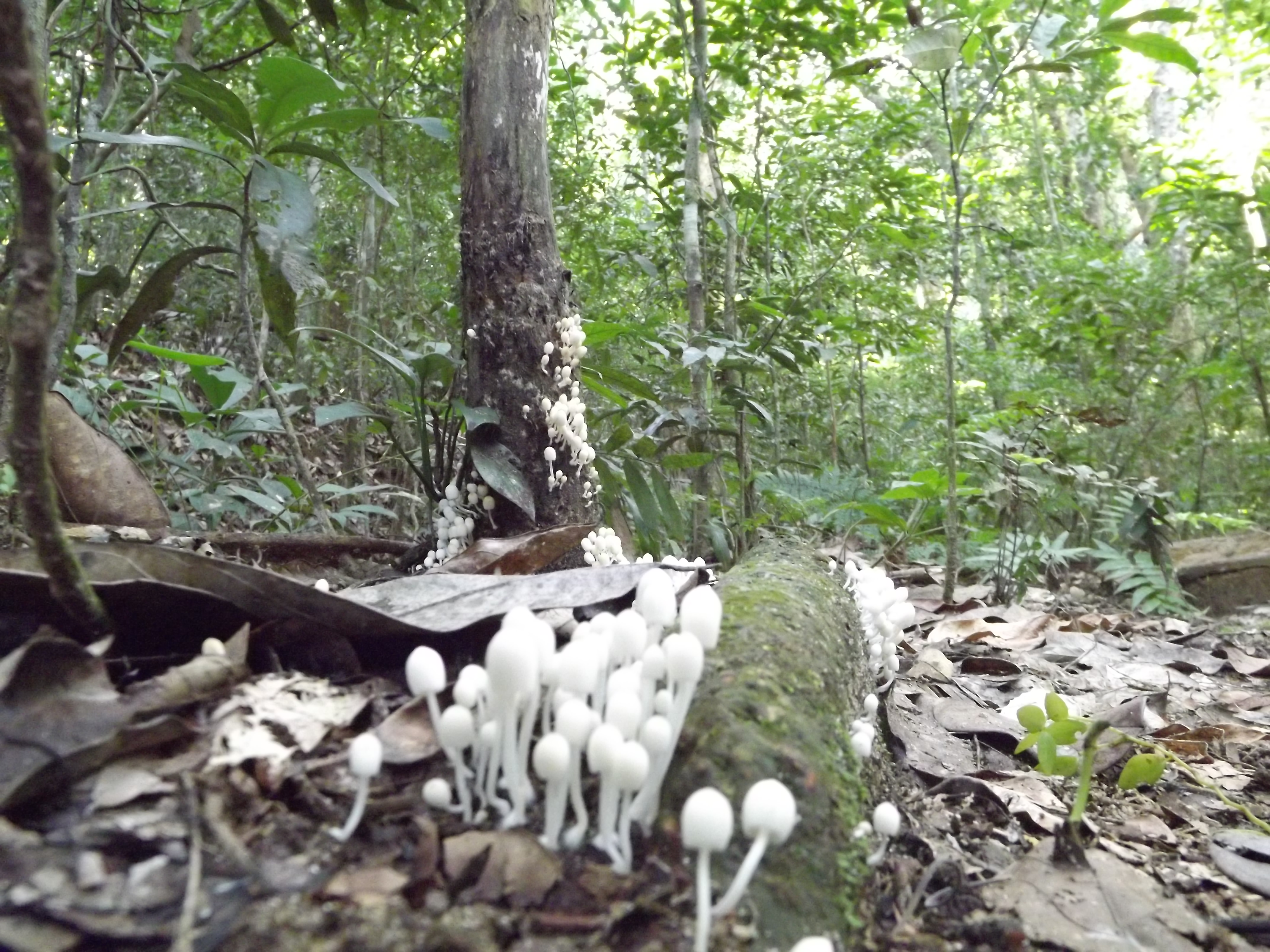
균류는 영양분 재활용에 중요한 역할을 한다.

이 높은 분해율은 토양 내 인 수치, 강수량, 높은 온도 및 광범위한 미생물 군집의 결과이다. 박테리아 및 기타 미생물 외에도 균류 및 흰개미와 같은 풍부한 다른 분해자들도 이 과정에 도움을 준다. 영양분 재활용은 지하 자원 가용성이 지상 생물량 및 열대 우림의 군집 구조를 제어하기 때문에 중요하다. 이러한 토양은 일반적으로 인이 제한되어 있으며, 이는 순일차생산성 또는 탄소 흡수를 억제한다. 토양에는 박테리아와 같은 미생물 유기체가 포함되어 있으며, 이들은 낙엽 및 기타 유기물을 분해하여 식물이 사용할 수 있는 무기 탄소 형태로 바꾸는 분해 과정을 거친다. 분해 과정 동안 미생물 군집은 호흡하며, 산소를 흡수하고 이산화 탄소를 방출한다. 분해율은 산소 흡수량을 측정하여 평가할 수 있다. 높은 온도와 강수량은 분해율을 증가시켜 열대 지역에서 식물 잔해가 빠르게 부패하게 하며, 표면 또는 지하수를 통해 식물에 즉시 흡수되는 영양분을 방출한다. 호흡의 계절적 패턴은 낙엽의 낙엽량과 강수량에 의해 제어되며, 이는 분해 가능한 탄소를 낙엽에서 토양으로 이동시키는 원동력이다. 최근의 건기로 인해 많은 양의 낙엽이 발생하고 따라서 더 많은 유기물이 토양으로 침출되므로 건기 초에 호흡율이 가장 높다.

#### 버팀 뿌리

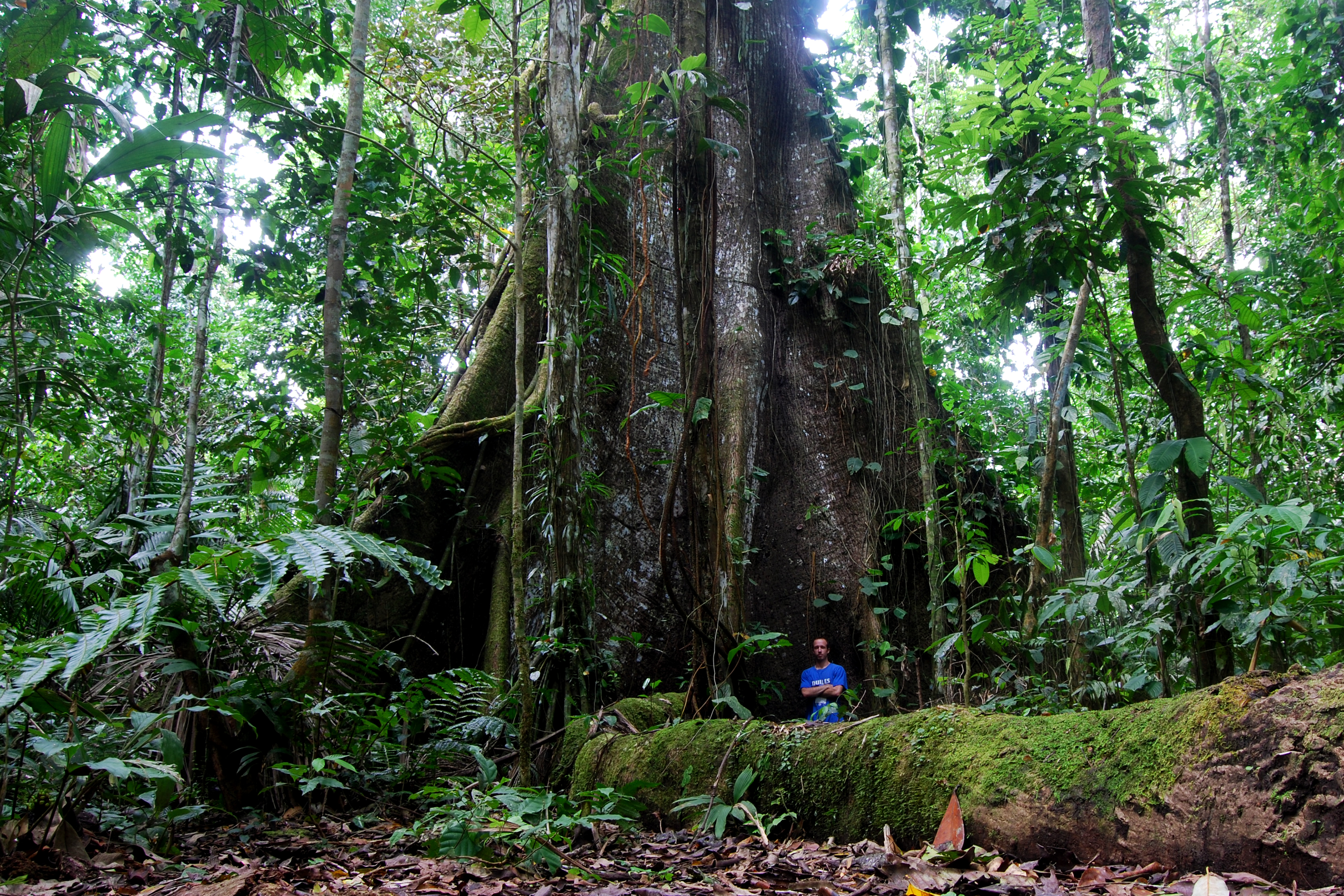
에콰도르 동부의 양목면 나무 밑동

많은 열대 우림의 공통적인 특징은 나무의 독특한 버팀 뿌리이다. 버팀 뿌리는 더 깊은 토양층으로 침투하는 대신, 매우 영양분이 부족하고 경쟁적인 환경에서 영양분을 더 효율적으로 흡수하기 위해 지표면에 넓은 뿌리망을 형성한다. 열대 우림 토양 내 대부분의 영양분은 유기체와 잎의 빠른 회전율과 분해로 인해 지표면 근처에 존재한다. 이 때문에 버팀 뿌리는 지표면에 위치하여 나무가 흡수를 극대화하고 다른 나무의 빠른 흡수와 적극적으로 경쟁할 수 있도록 한다. 이러한 뿌리는 또한 물 흡수 및 저장, 기체 교환을 위한 표면적 증가, 그리고 추가 영양을 위한 낙엽 수집에 도움을 준다. 또한, 이러한 뿌리는 토양 침식을 줄이고, 영양분이 풍부한 물이 줄기를 따라 여러 작은 흐름으로 흘러가게 하면서 동시에 지표 흐름에 대한 장벽 역할을 하여 폭우 시 영양분 획득을 극대화한다. 또한, 이러한 뿌리가 만드는 넓은 표면적은 열대 우림 나무에 지지와 안정성을 제공하며, 이 나무들은 일반적으로 상당한 높이로 자란다. 이러한 추가적인 안정성은 이 나무들이 심한 폭풍의 영향을 견딜 수 있게 하여, 쓰러진 나무의 발생을 줄인다.

### 숲 천이
천이는 군집에 대한 초기 교란 후 시간이 지남에 따라 생물 군집 구조를 더욱 안정적이고 다양한 군집 구조로 변화시키는 생태학적 과정이다. 초기 교란은 종종 자연 현상이나 인간에 의한 사건이다. 자연 교란에는 허리케인, 화산 폭발, 강물의 이동 또는 숲에 틈을 만드는 쓰러진 나무와 같은 작은 사건도 포함된다. 열대 우림에서 이러한 동일한 자연 교란은 화석 기록에서 잘 문서화되어 있으며, 종분화와 고유종 형성을 촉진하는 것으로 알려져 있다. 인간의 토지 이용 관행은 대규모 탈산림화로 이어졌다. 코스타리카와 같은 많은 열대 국가에서는 이러한 벌채된 토지가 버려졌고, 숲은 생태학적 천이를 통해 재생될 수 있었다. 이렇게 재생되는 어린 천이 숲을 이차림 또는 2차 성장림이라고 부른다.

## 생물 다양성 및 종분화

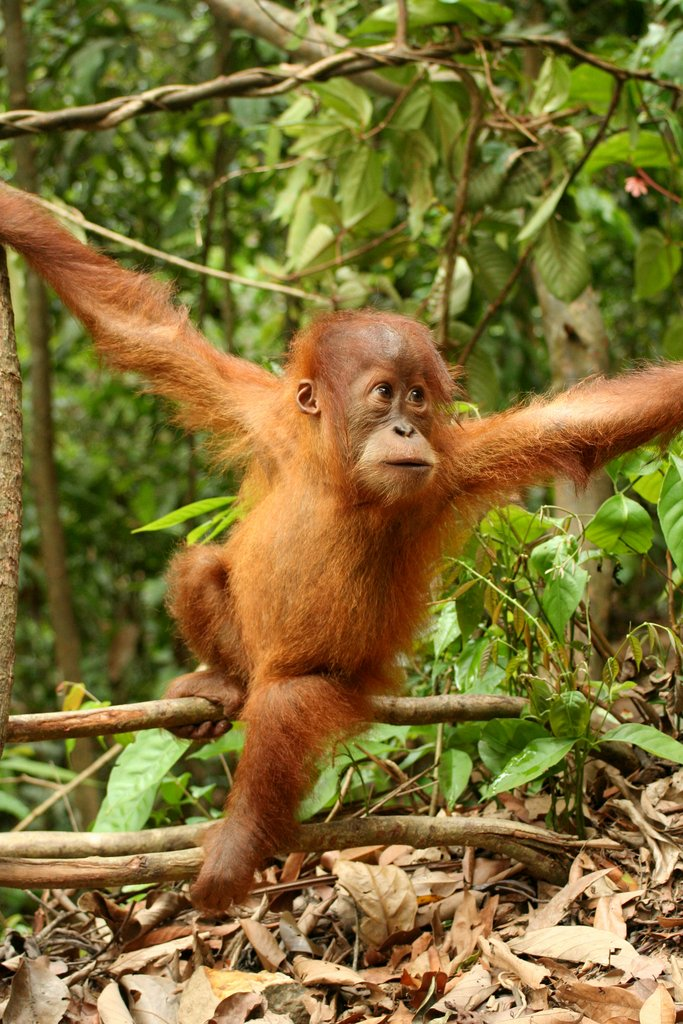
수마트라 부킷 라왕의 어린 오랑우탄

열대 우림은 식물과 동물 종의 엄청난 다양성을 보여준다. 이러한 놀라운 종분화의 근원은 수년간 과학자와 생태학자들의 의문이었다. 열대 지방이 왜 그렇게 다양할 수 있는지에 대한 여러 이론이 개발되었다.

### 종간 경쟁
종간 경쟁은 열대 지방의 유사한 생태적 지위를 가진 종들의 높은 밀도와 제한된 자원 가용성으로 인해 발생한다. 경쟁에서 "패배"하는 종은 멸종되거나 새로운 생태적 지위를 찾아야 할 수 있다. 직접적인 경쟁은 종종 어떤 이점으로 인해 한 종이 다른 종을 지배하게 되어 궁극적으로 멸종으로 이어진다. 틈새 분할은 한 종의 다른 선택지이다. 이것은 다른 서식지, 식량원, 은신처 또는 일반적인 행동 차이를 활용하여 필요한 자원을 분리하고 할당하는 것이다. 유사한 식량 품목을 가지고 있지만 다른 섭식 시간을 가진 종은 틈새 분할의 예이다.

### 플라이스토세 피난처
플라이스토세 피난처 이론은 1969년 위르겐 하페르가 "아마존 산림 조류의 종분화"라는 논문으로 개발했다. 하페르는 종분화에 대한 설명이 지난 빙하기 동안 산림이 아닌 식생 지역으로 분리된 열대 우림 조각의 산물이라고 제안했다. 그는 이 열대 우림 조각 지역을 피난처라고 불렀고, 이 조각 내에서 이소종분화가 발생했다. 빙하기가 끝나고 대기 습도가 증가하면서 열대 우림이 확장되고 피난처가 다시 연결되었다. 이 이론은 논쟁의 대상이 되어왔다. 과학자들은 이 이론이 정당한지 여전히 회의적이다. 유전적 증거는 특정 분류군에서 플라이스토세 이전에 100만~200만 년 전에 종분화가 일어났음을 시사한다.

## 인간적 측면

### 주거

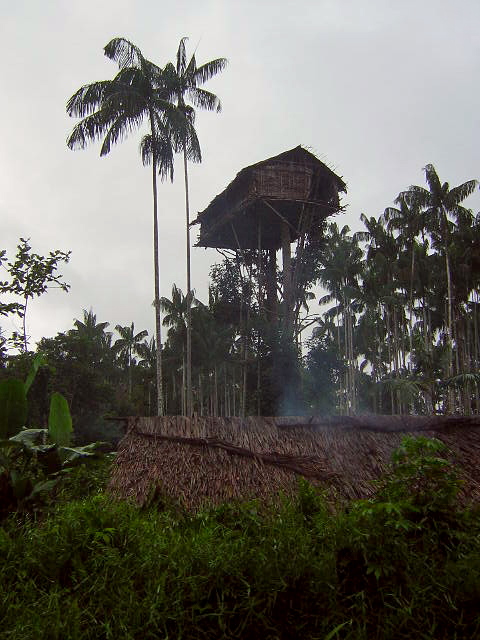
뉴기니섬의 코로와이족이 지은 나무집

열대 우림은 수천 년 동안 인간의 삶을 지탱해 왔으며, 아메리카 원주민에 속하는 남아메리카와 중앙아메리카의 많은 원주민, 중앙아프리카의 콩고 피그미, 그리고 보르네오섬의 다약족과 페난족과 같은 동남아시아의 여러 부족들이 살고 있다. 숲 내의 식량 자원은 높은 생물 다양성 때문에 극도로 분산되어 있으며, 존재하는 식량은 주로 수관층에 한정되어 있어 얻는 데 상당한 에너지가 필요하다. 일부 수렵-채집 집단은 계절별로 열대 우림을 이용했지만, 주로 식량이 훨씬 더 풍부한 인접한 사바나와 개방된 숲 환경에서 살았다. 열대 우림 거주자로 묘사되는 다른 사람들은 숲 밖에서 사는 농업인들과 가죽, 깃털, 꿀과 같은 고가치 임산물을 거래하여 상당 부분 생계를 유지하는 수렵-채집인들이다.

### 원주민

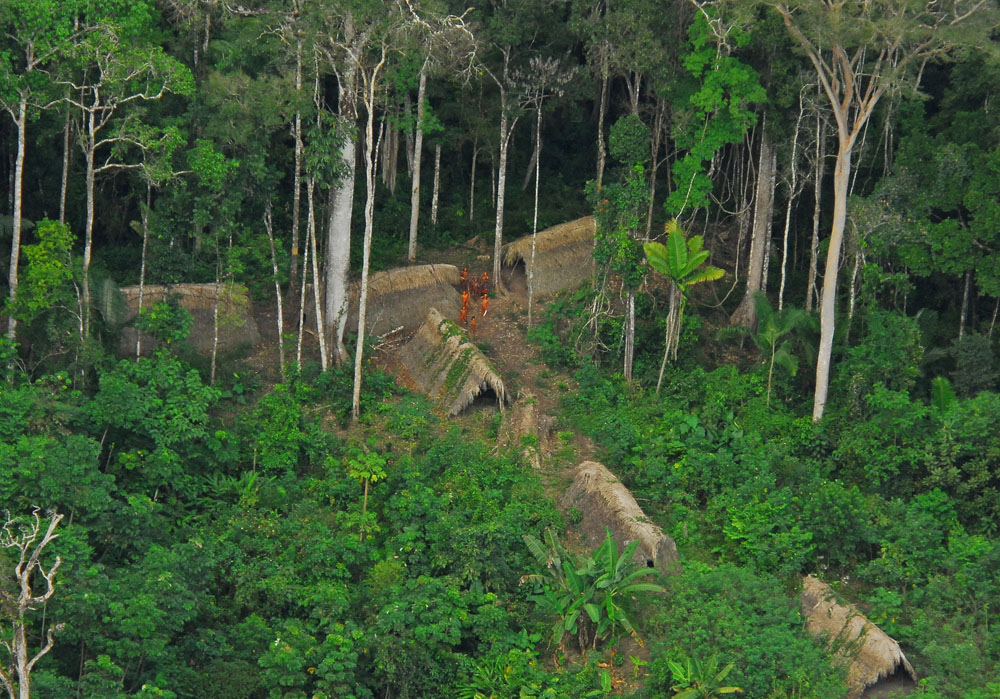
2009년 브라질 아크리주에서 조우한 미접촉부족의 일원

전 세계의 많은 원주민들은 수렵-채집 생활을 하거나 숲 밖에서 사는 농경 민족과 가죽, 깃털, 꿀과 같은 고가치 임산물을 거래하여 생계를 유지하는 반농업 소규모 농부로 열대 우림에 살고 있다. 사람들은 수만 년 동안 열대 우림에 거주해 왔으며, 최근에야 일부 부족들이 발견될 정도로 은밀하게 살아왔다. 이들 원주민들은 이페, 쿠마루, 웬지 같은 오래된 열대 활엽수를 찾는 벌목꾼들과 소(고기)와 유럽 및 중국의 소에게 먹이를 주기 위한 콩 재배를 위해 땅을 확장하려는 농부들로부터 크게 위협받고 있다. 2007년 1월 18일, FUNAI는 브라질에서 67개의 미접촉부족의 존재를 확인했으며, 이는 2005년의 40개에서 증가한 수치라고 보고했다. 이 추가로 브라질은 이제 뉴기니섬을 제치고 가장 많은 미접촉 부족을 가진 국가가 되었다. 뉴기니섬의 이리안자야 또는 서파푸아 주에는 약 44개의 미접촉 부족이 살고 있다.

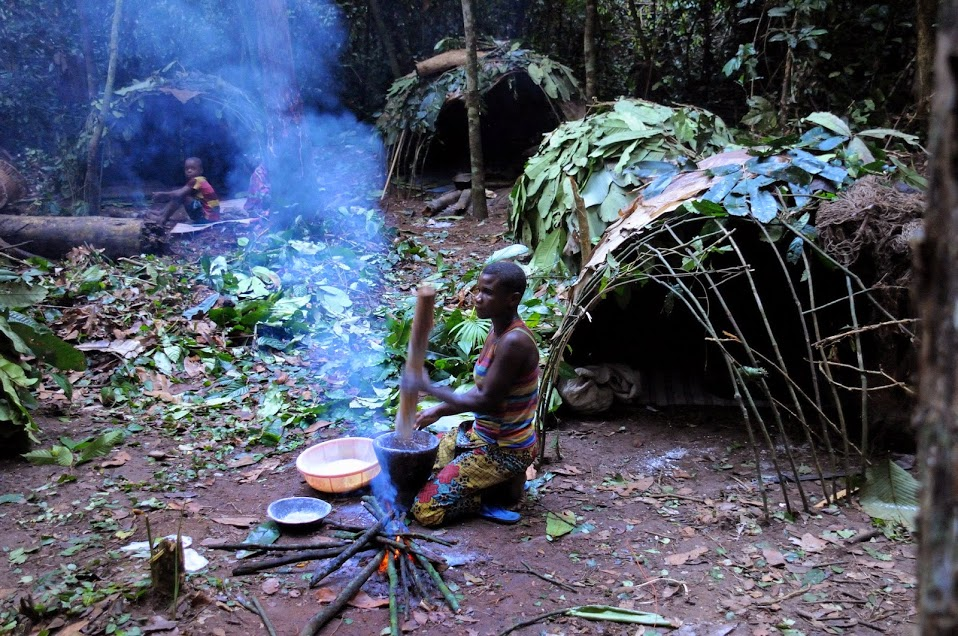
콩고 분지의 피그미족 수렵 채집인

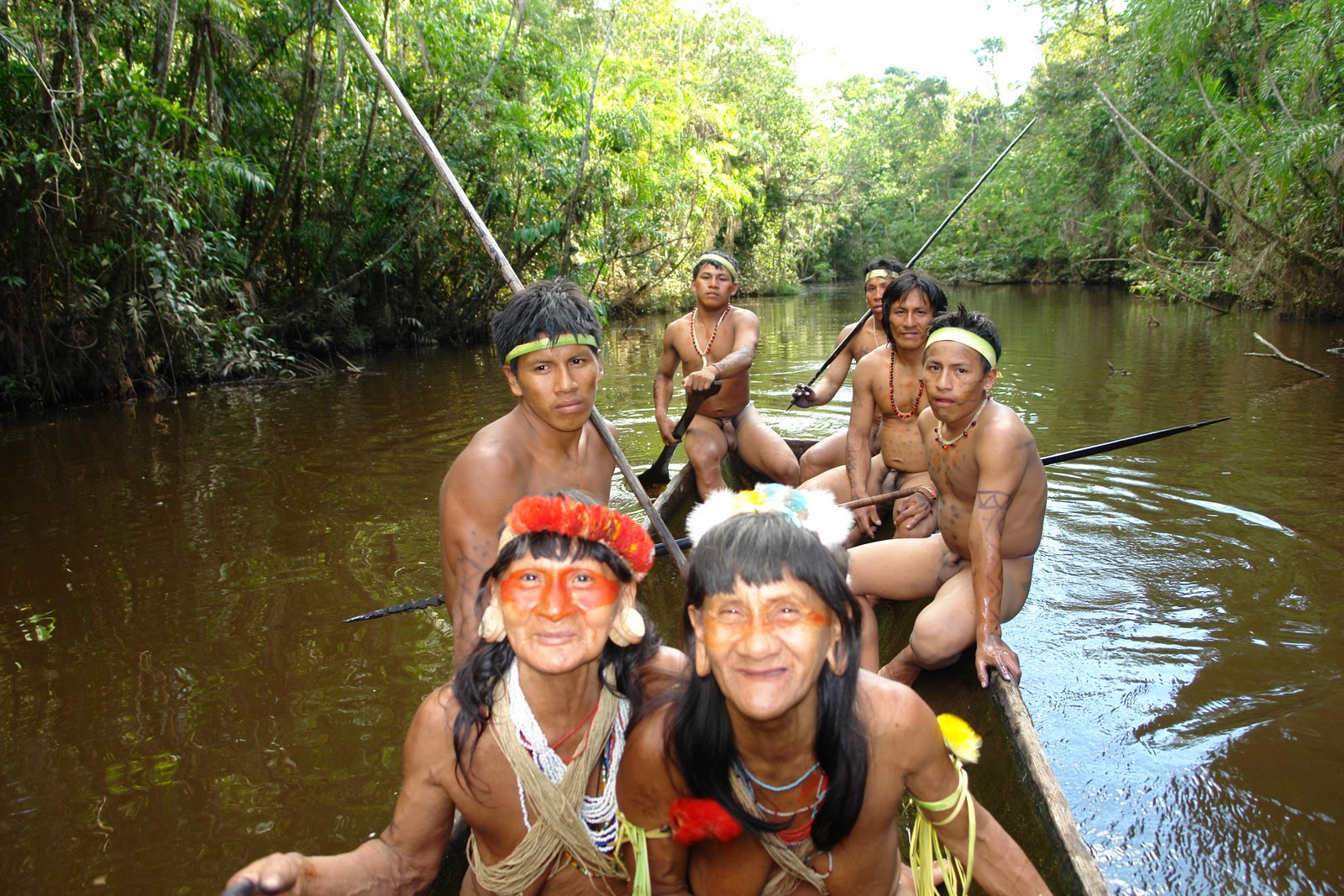
에콰도르의 화오라니족 사냥꾼들

피그미족은 평균 키가 1.5미터(59 인치) 미만인 적도 열대 우림에 사는 수렵채집 집단이다. 이 그룹에는 중앙아프리카의 에페족, 아카족, 트와족, 바카족, 음부티족이 포함된다. 그러나 피그미라는 용어는 경멸적이라고 여겨지므로 많은 부족은 그러한 이름으로 불리기를 원치 않는다.
주목할 만한 아메리카 원주민으로는 아마존 분지의 화오라니족, 야노마미족, 카야포족이 있다. 아마존 부족들이 사용하는 전통적인 농업 시스템은 화전 농업(화전 또는 이동 경작이라고도 함)을 기반으로 하며, 비교적 온화한 교란으로 간주된다. 사실, 개별 화전 농지의 수준에서 볼 때 여러 전통적인 농업 관행은 유익한 것으로 간주된다. 예를 들어, 그늘 나무의 사용과 휴경지는 모두 토양 유기물 보존에 도움이 되는데, 이는 아마존에서 흔히 볼 수 있는 깊이 풍화되고 침출된 토양에서 토양비옥도 유지에 중요한 요소이다.
필리핀의 루마드족과 보르네오의 페난족 및 다약족을 포함하여 아시아에는 다양한 숲 사람들이 살고 있다. 다약족은 전통적인 사냥 문화로 유명하여 특히 흥미로운 집단이다. 신선한 인간의 머리는 이반족의 "켄얄랑"과 케냐족의 "마마트"와 같은 특정 의식을 수행하는 데 필요했다. 동남아시아에 사는 피그미족은 다른 이름으로 "네그리토"라고도 불린다.

### 자원

#### 재배된 식품 및 향신료
마, 커피, 초콜릿, 바나나, 망고, 파파야, 마카다미아, 아보카도, 사탕수수는 모두 원래 열대 우림에서 유래했으며, 여전히 주로 과거 원시림이었던 지역의 플랜테이션에서 재배된다. 1980년대 중반부터 1990년대에는 매년 전 세계적으로 4천만 톤의 바나나와 1천3백만 톤의 망고가 소비되었다. 중앙아메리카 커피 수출액은 1970년에 30억 달러에 달했다. 새로운 해충으로 인한 피해를 피하는 데 사용되는 유전적 다양성의 대부분은 여전히 저항성 야생종에서 유래한다. 열대림은 250종의 재배 가능한 과일을 공급했으며, 온대 우림의 경우 단 20종에 불과하다. 뉴기니섬의 숲에는 식용 과일을 가진 251종의 나무가 포함되어 있으며, 이 중 1985년까지 재배 작물로 확립된 것은 43종에 불과했다.

### 생태계 서비스
채굴적 인간 이용 외에도 열대 우림은 종종 생태계 서비스로 요약되는 비채굴적 이용도 가지고 있다. 열대 우림은 생물 다양성 유지, 탄소 격리 및 저장, 전 지구적 기후 조절, 질병 통제, 꽃가루받이에 중요한 역할을 한다. 아마존 지역 강수량의 절반은 숲에서 생성된다. 숲에서 나오는 습기는 브라질, 파라과이, 아르헨티나의 강수량에 중요하다. 아마존 우림 지역의 탈산림화는 2014-2015년 브라질의 심각한 가뭄의 주요 원인 중 하나였다. 2020년 네이처지에 발표된 연구에 따르면 지난 30년간 전 세계 온전한 열대림이 흡수하는 탄소량은 감소했다. 2019년에는 높은 기온, 가뭄, 탈산림화로 인해 1990년대보다 탄소 흡수량이 3분의 1 감소했다. 일반적인 열대림은 2060년대까지 탄소원이 될 수 있다.

### 관광

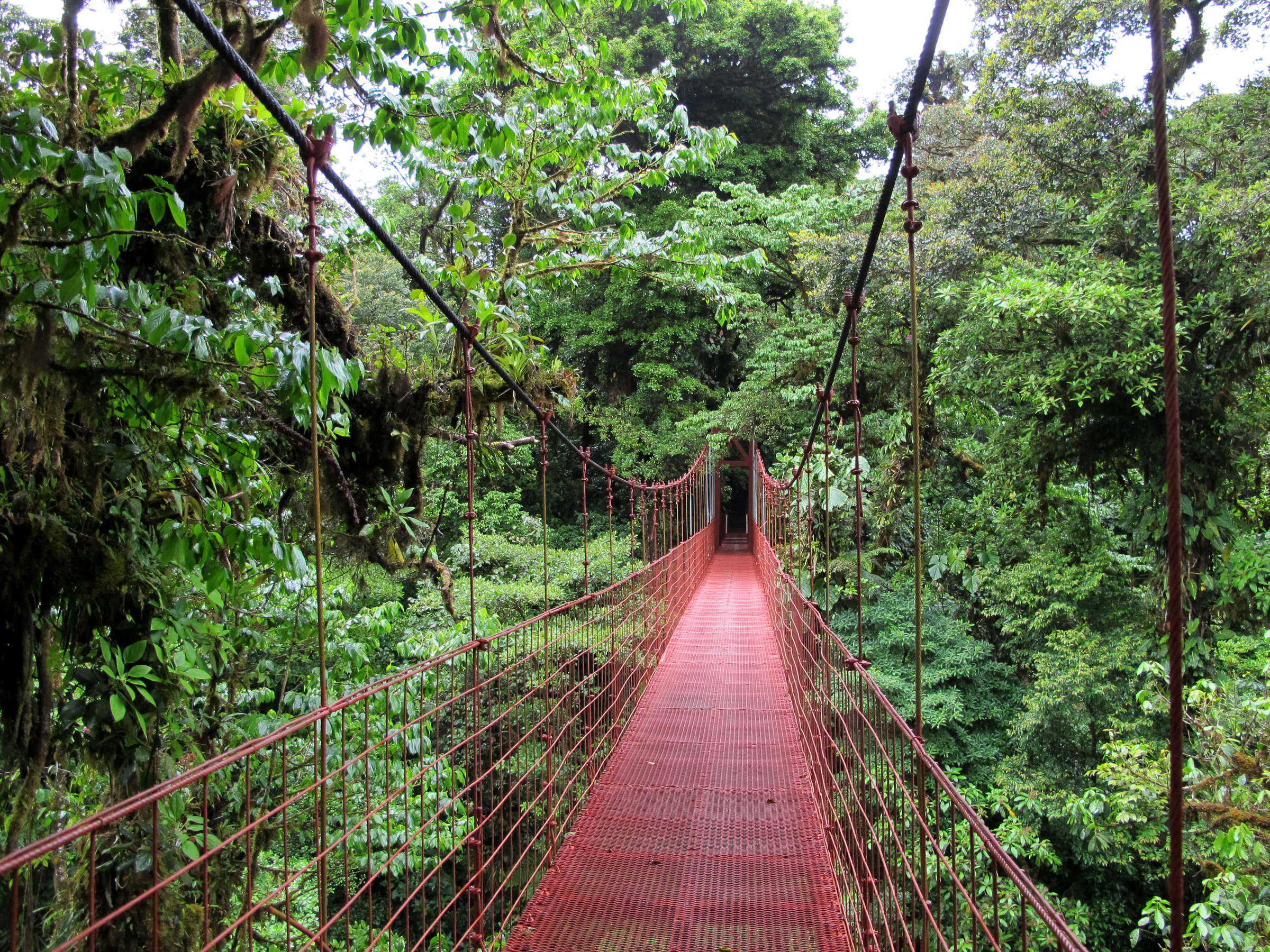
코스타리카의 다양한 열대림을 볼 수 있는 캐노피 워크웨이

열대 우림 관광의 부정적인 영향에도 불구하고, 몇 가지 중요한 긍정적인 영향도 있다.
- 최근 몇 년 동안 열대 지역의 생태관광이 증가했다. 열대 우림이 점점 더 희귀해지고 있지만, 사람들은 여전히 이 다양한 서식지를 가진 국가들을 여행하고 있다. 지역 주민들은 방문객들이 가져오는 추가 수입으로 혜택을 받고 있으며, 방문객들에게 흥미로운 것으로 여겨지는 지역들은 종종 보존된다. 생태관광은 보존을 위한 인센티브가 될 수 있으며, 특히 긍정적인 경제 변화를 유발할 때 더욱 그렇다.[47] 생태관광은 동물 관찰, 경치 좋은 정글 투어, 심지어 문화 유적지와 원주민 마을 방문 등 다양한 활동을 포함할 수 있다. 이러한 관행이 적절하게 이루어지면 지역 주민과 현재의 동식물 모두에게 유익할 수 있다.
- 관광 산업의 증가는 경제적 지원을 늘려, 서식지 보호를 위한 더 많은 수입이 발생하게 했다. 관광은 민감한 지역과 서식지 보존에 직접적으로 기여할 수 있다. 공원 입장료 및 유사한 출처에서 나오는 수입은 환경적으로 민감한 지역의 보호 및 관리에 특별히 사용될 수 있다. 세금 및 관광 수입은 정부가 숲 보호에 수입을 기여하도록 추가적인 유인책을 제공한다.
- 관광은 또한 사람들이 환경과 더 가까이 접촉하게 함으로써 환경에 대한 대중의 인식을 높이고 환경 문제에 대한 인식을 확산시킬 잠재력을 가지고 있다. 이러한 인식 증가는 더 환경 친화적인 행동을 유도할 수 있다. 관광은 아프리카뿐만 아니라 남아메리카, 아시아, 호주, 남태평양에서도 야생 동물 보존 및 보호 노력에 긍정적인 영향을 미쳤다.[48]

## 보전

열대 지방의 원시림 손실은 계속 증가하는 추세이며, 화재 관련 손실이 점점 더 많은 부분을 차지한다.

### 위협

#### 탈산림화

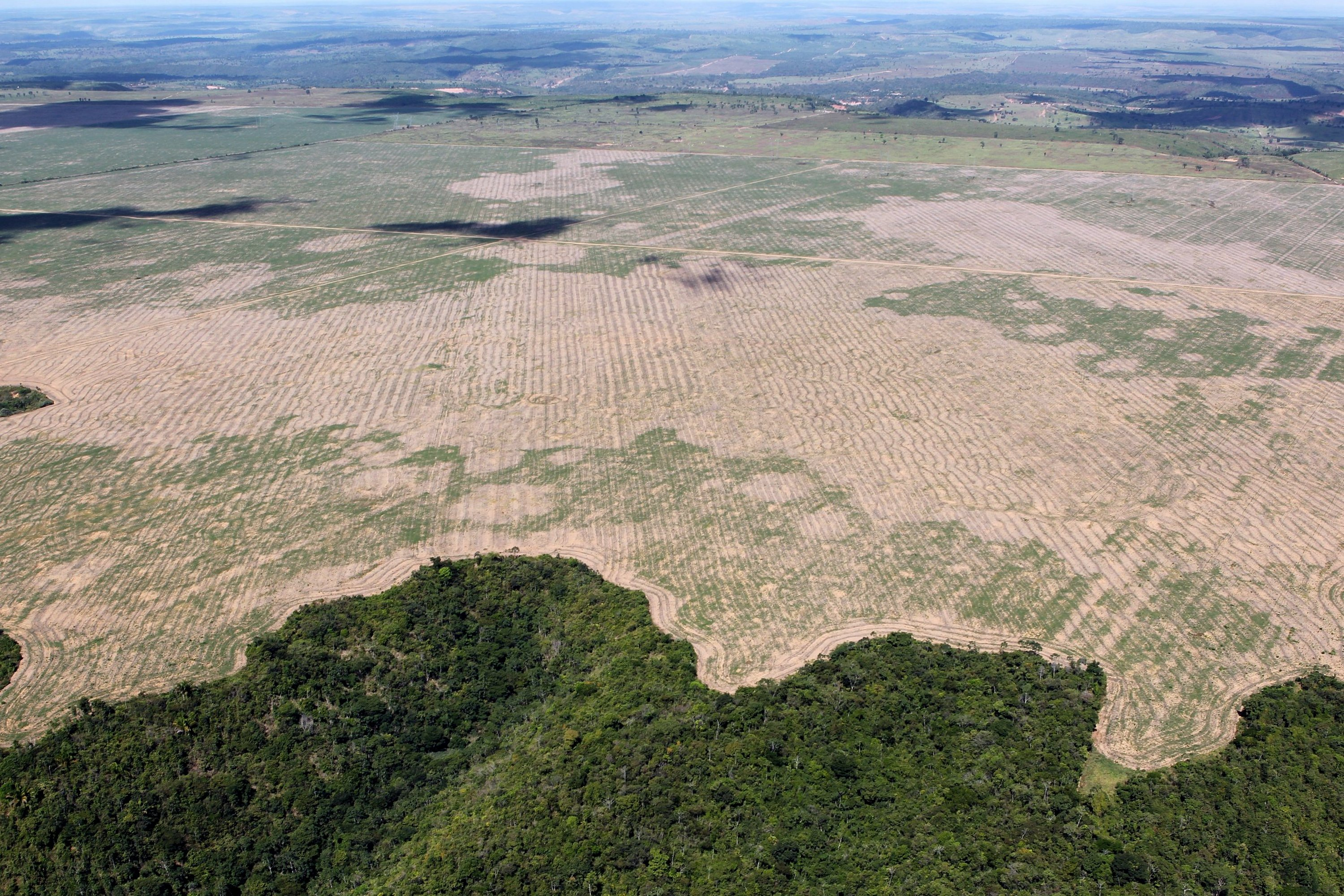
2016년 브라질 마라냥주의 아마존 우림의 탈산림화

##### 광업 및 시추

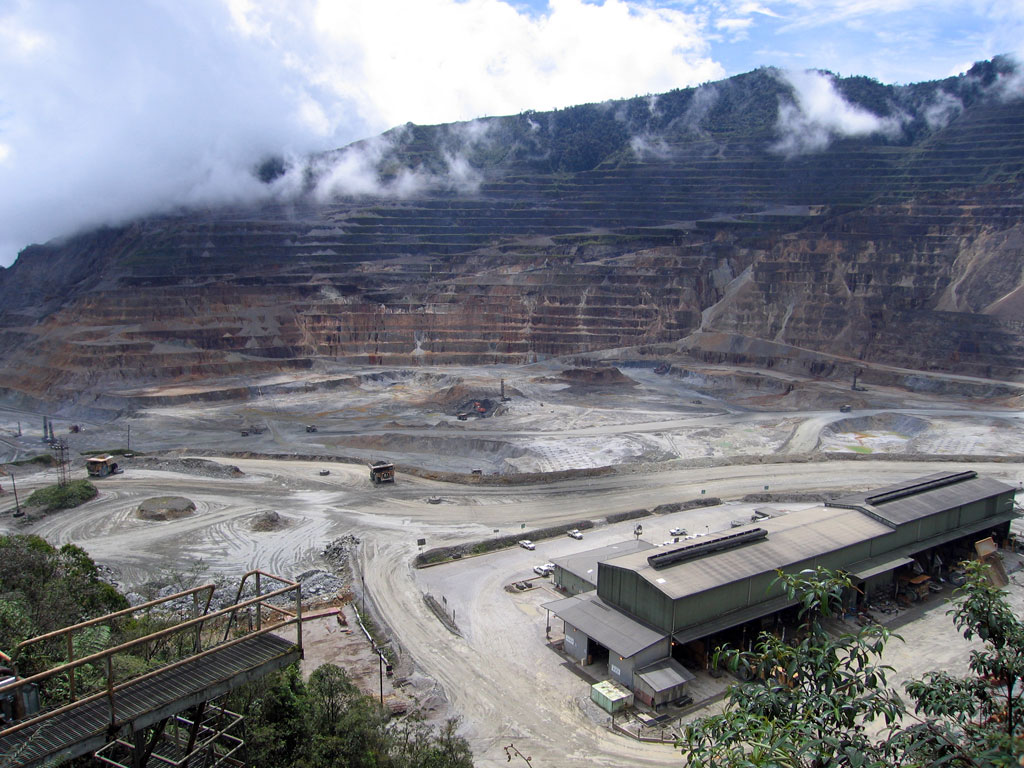
파푸아뉴기니 남서부의 옥 테디 광산

금, 은, 콜탄과 같은 귀금속 및 기름과 천연가스와 같은 화석 연료 매장량은 전 세계 열대 우림 지하에 존재한다. 이러한 자원은 개발도상국에 중요하며, 경제 성장을 장려하기 위해 이들 자원의 추출이 종종 우선시된다. 광업 및 시추는 대규모 토지 개발을 필요로 할 수 있으며, 이는 직접적으로 탈산림화를 초래한다. 서아프리카 국가인 가나에서는 수십 년간의 광업 활동으로 인한 탈산림화로 인해 원래 열대 우림의 약 12%만이 남아있다.

##### 농경지로의 전환
농업의 발명과 함께 인간은 농작물을 생산하기 위해 열대 우림의 일부를 개간하여 개방된 농경지로 전환할 수 있었다. 그러나 이러한 사람들은 주로 숲에서 개간한 농경지에서 식량을 얻으며 이를 보충하기 위해 숲 안에서 사냥하고 채집한다. 발생하는 문제는 가족을 부양하는 독립 농부와 전 세계 전체의 필요와 욕구 사이이다. 이 문제는 모든 당사자가 도움을 받을 수 있는 계획이 수립되지 않아 개선이 거의 이루어지지 않았다.
과거 숲이었던 땅에서의 농업은 어려움이 따르지 않는 것이 아니다. 열대 우림 토양은 종종 얇고 많은 미네랄이 침출되어 있으며, 폭우는 경작을 위해 개간된 지역에서 영양분을 빠르게 침출시킬 수 있다. 아마존 우림의 야노마미족과 같은 사람들은 이러한 한계를 극복하고 이전에 열대 우림 환경이었던 곳으로 깊숙이 진출할 수 있도록 화전 농업을 활용한다. 그러나 이들은 열대 우림 거주자가 아니라, 개간된 농경지에 거주하는 사람들로 열대 우림으로 진출하는 사람들이다. 일반적인 야노마미족 식단의 최대 90%는 재배된 식물에서 나온다.
일정 기간 동안 휴경 기간을 두어 이차림이 자라 토양을 비옥하게 하자는 제안도 있었다. 토양 복원 및 보존과 같은 유익한 관행은 소규모 농부에게 도움이 되고 더 작은 토지에서 더 나은 생산을 가능하게 할 수 있다.

#### 기후변화
열대 지방은 대기 중 이산화 탄소를 줄이는 데 중요한 역할을 한다. 열대 지방(특히 아마존 우림)은 탄소흡수원이라고 불린다. 주요 탄소 저감자이자 탄소 및 토양 메탄 저장소로서, 이들의 파괴는 지구 에너지 포집과 대기 중 가스를 증가시키는 데 기여한다. 기후변화는 열대 우림의 파괴에 의해 크게 기여해 왔다. 아프리카의 모든 열대 우림을 제거하는 시뮬레이션이 수행되었다. 이 시뮬레이션은 대기 온도가 2.5도에서 5도 상승하는 것을 보여주었다.

#### 감소하는 개체군
일부 동물 종은 열대 우림에서 개체수가 감소하는 경향을 보인다. 예를 들어, 양서류와 파충류를 먹이로 하는 파충류가 그렇다. 이러한 추세는 면밀한 감시가 필요하다. 열대 우림의 계절성은 양서류의 번식 패턴에 영향을 미치고, 이는 다시 이러한 집단을 먹이로 하는 파충류 종에 직접적으로 영향을 미칠 수 있으며, 특히 대체 자원을 사용하기 어려운 특화된 먹이를 가진 종에 더욱 그렇다.

### 보호
열대 우림 서식지를 보호하고 보존하려는 노력은 다양하고 광범위하다. 열대 우림 보존은 엄격한 서식지 보존에서부터 열대 우림에 거주하는 사람들을 위한 지속 가능한 관리 기술을 찾는 것에 이르기까지 다양하다. 국제 정책은 또한 기업과 정부가 열대 우림 보존에 재정적으로 투자하여 탄소 배출량을 상쇄할 수 있도록 산림 파괴 및 황폐화로 인한 배출량 감축 (REDD)이라는 시장 인센티브 프로그램을 도입했다.

## 같이 보기
- 국제 열대 목재 기구
- 열대·아열대 습윤활엽수림 생태지역 목록
- 고지리학
- 열대 아프리카
- 열대 아시아
- 열대림
- 열대·아열대 습윤활엽수림
- 열대 우림 기후
- 열대 식물